# Andrew Stewart (Leichtathlet)
Andrew Stewart (* 23. April 1955) ist ein ehemaliger australischer Stabhochspringer.
1982 wurde er Sechster bei den Commonwealth Games in Brisbane.
Sechsmal wurde er Australischer Vizemeister (1974, 1975, 1977, 1979–1981). Seine persönliche Bestleistung von 5,15 m stellte er am 24. Februar 1980 in Melbourne auf.